# Zdzisław Raczek
Zdzisław Ludwik Raczek (ur. 15 czerwca 1953, zm. 26 września 2016) – polski koszykarz, wicemistrz Polski, reprezentant Polski.

## Kariera sportowa
Był zawodnikiem Polonii Warszawa (1970–1977) i Legii Warszawa (1977–1982 i dwie gry w sezonie 1990/1991), a jego największym sukcesem było brązowy medal mistrzostw Polski w 1972 i wicemistrzostwo Polski w 1976.
W reprezentacji Polski seniorów wystąpił w latach 1975–1978 w 73 spotkaniach, w tym w zakończonych niepowodzeniem kwalifikacjach do igrzysk olimpijskich w 1976.
Został pochowany na  Cmentarzu Komunalnym Północnym w Warszawie (kwatera W-IV-2 rząd 3 grób 20).